# Зернолуск білогорлий
Зернолу́ск білогорлий (Saltator grossus) — вид горобцеподібних птахів родини саякових (Thraupidae). Мешкає в Центральній і Південній Америці.

## Опис
Довжина птаха становить 19-20,5 см, вага 41-53 г. Самці мають переважно сталево-сіре забарвлення, махові пера мають чорні края. Обличчя, щоки, нижня частина горла і верхня частина грудей чорні, підборіддя і середина горла білі. Лапи коричнювато-сірі або чорнувато-сірі, очі темно-карі. Дзьоб міцний, червонувато-оранжевий або червоний. Самиці мають дещо тьмяніше забарвлення, живіт і нижня частина тіла у них світліші, з легким зеленуватим відтінком. Обличчя, щоки, нижня частина горла і верхня частина грудей у самиць сіруваті.

## Таксономія
В 1760 році французький зоолог Матюрен Жак Бріссон включив опис білогорлого зернолуска до своєї книги "Ornithologie". Він використав французьку назву Le gros-bec bleu d'Amérique та латинську назву Coccothraustes americana caerulea. Однак, хоч Бріссон і навів латинську назву, вона не була науковою, тобто не відповідає біномінальній номенклатурі і не визнана Міжнародною комісією із зоологічної номенклатури. Коли в 1766 році шведський натураліст Карл Лінней випустив дванадцяте видання своєї Systema Naturae, він доповнив книгу описом 240 видів, раніше описаних Бріссоном. Одним з цих видів був білогорлий зернолуск, для якої Лінней придумав біномінальну назву Loxia grossa. Пізніше типовою місцевістю була визначена Французька Гвіана.

### Підвиди
Виділяють два підвиди:
- S. g. saturatus (Todd, 1922) — від Гондурасу до західного Еквадору;
- S. g. grossus (Linnaeus, 1766) — від східної Колумбії до Венесуели, Гвіани, бразильської Амазонії, сходу Еквадору і Перу та до північної Болівії.

## Поширення і екологія
Білогорлі зернолуски мешкають в Гондурасі, Нікарагуа, Коста-Риці, Панамі, Колумбії, Венесуелі, Гаяні, Суринамі, Французькій Гвіані, Бразилії, Еквадорі, Перу і Болівії. Вони живуть у вологих рівнинних тропічних лісах. Зустрічаються парами, на висоті до 1300 м над рівнем моря. Іноді приєднуютьчся до змішаних зграй птахів. Живляться насінням, плодами і безхребетними. В кладці 2-3 блакитнуватих яйця, поцяткованих коричневими плямками.